# 安藤照
安藤 照（あんどう てる、明治25年（1892年） - 昭和20年（1945年）5月25日）は、日本の彫刻家（彫塑）である。

## 来歴
1892年（明治25年）、鹿児島市新屋敷通町（現在、鹿児島市立病院敷地の一角に誕生碑がある）。明治40年（1907年）に旧制県立川辺中へ入学するが、まもなく旧制県立二中へ転校。二中を8年かけて卒業し、東京美術学校へ入学。美術学校時代に帝展入選を果たしているが、卒業後も第3、5、6回帝展にて特選を受賞、大正15年（1926年）の第7回帝展では特選に加えて帝国美術院賞を受賞した。
1927年（昭和2年）には帝展審査員に就任。彫刻の本質的な造形性、中でも量感の表現を唱えた。
この頃、朝倉文夫が主宰する朝倉塾に属していたが、1928年（昭和3年）10月、朝倉が帝展に制度改革を建議した上で審査員を辞任。こうした行動を塾の同志らで批判し、朝倉と袂を分つこととなった。
1929年（昭和4年）、塊人社を結成。
1945年（昭和20年）5月、アメリカ軍による東京大空襲の犠牲となって死亡した。享年54。墓所は鹿児島市草牟田墓地。

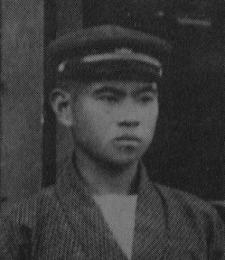
二中時代の安藤　照
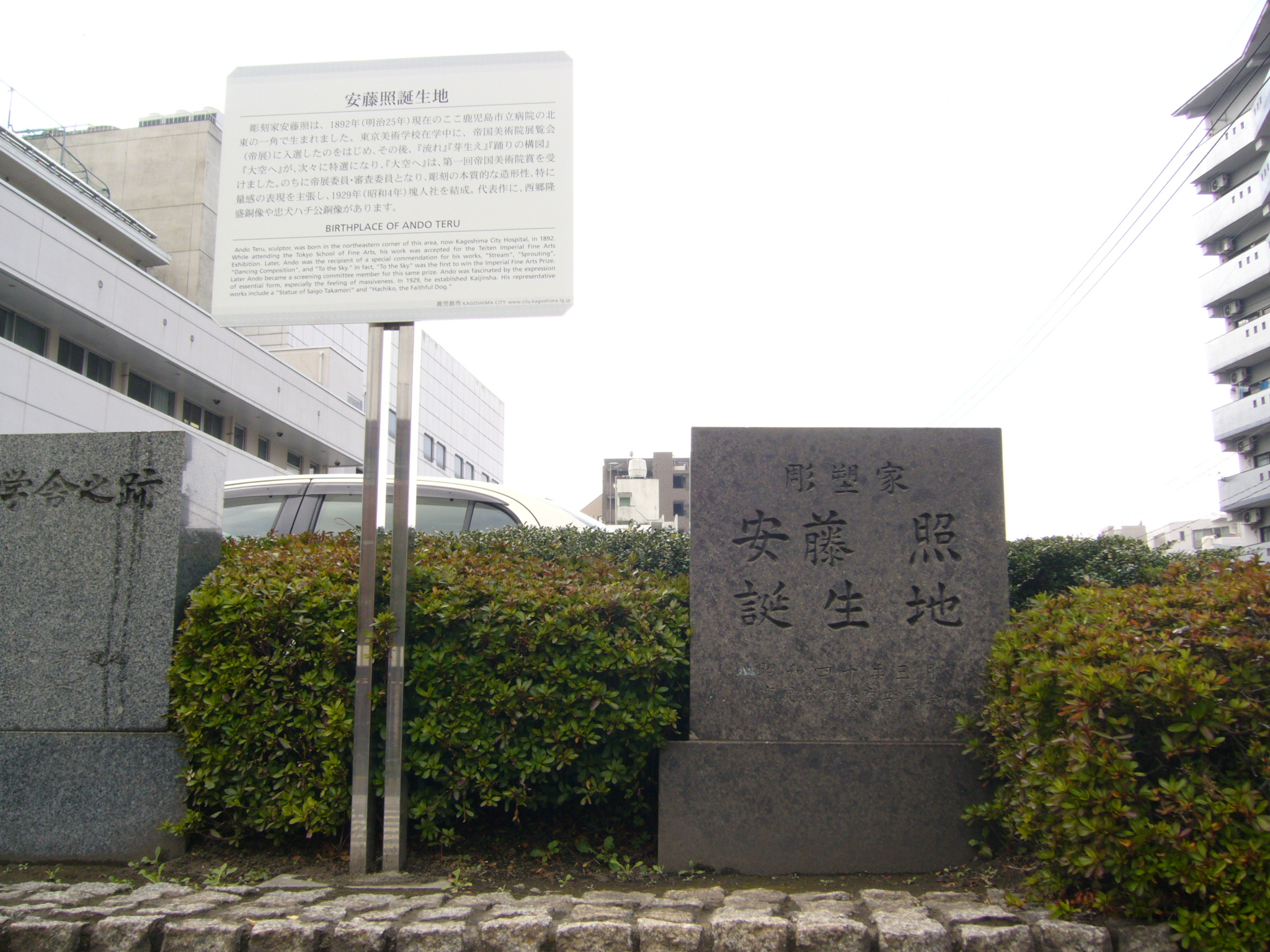
誕生碑（鹿児島市立病院北東角）

## 代表作

### 西郷隆盛像

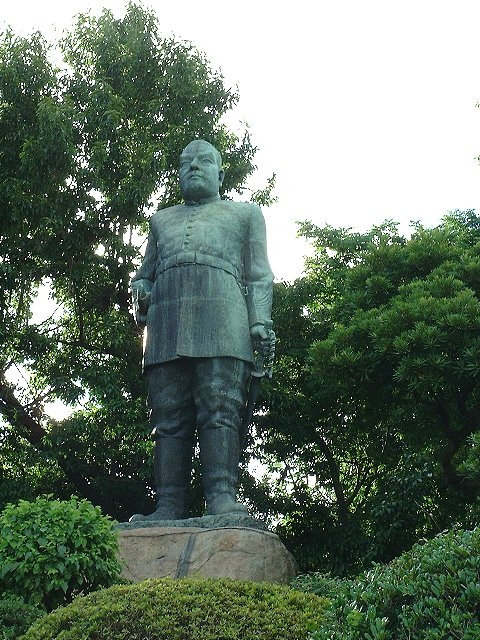
西郷隆盛像

昭和3年（1928年）に東郷平八郎より依頼を受けてから、西郷の体格や外見の研究に1年を費やし、さらに国内の古美術や銅像見学に1年かけ、加えて銅像研究のため欧州へ渡った。帰国後7年を経て安藤は「身長5尺9寸、体重29貫、襟首19インチ、肥満であったが、肉つきは引き締まっており、相撲のため耳だこがあり、首は短く肩が小山のごとく盛り上がっている」との結論に至った。安藤が思い描いた構図は、故山の大地を、市民と同じ足で踏みしめ、胸を張って桜島と向き合う巨人だった。
かくして銅像は昭和12年（1937年）に完成した。また、土台製作の為に小根占（鹿児島県肝属郡南大隅町）より大小合わせて150有余の花崗岩を運ばせて、背景に城山と有機的に調和する小山を築き、造園した。
西郷銅像について、安藤は『大西郷と銅像』（改造第十九巻九号、1937年）にて、次のように記述している。
- 「襟は十九インチ、身長は五尺九寸余、体重は二十九貫と云うので胴回りなどの研究を進めることもできた。翁の令孫隆治氏は柔道剣道の達人で相当偉大な体躯の持主であるが、この大将服を着用せられてなお二貫余の綿を入れなければならなかった。また私共が、二人も一しょに入れるような胴回りである」（文中に登場の西郷隆治は、二中において安藤（8回卒）の3年後輩（11回卒）で、卒業後は二中で柔道師範を務めた人物）

作家の海音寺潮五郎は、著書『西郷隆盛』にて次のように述べている。
- 「これはぼくだけの見当だが、安藤は西郷の孫にあたる西郷隆治さんをモデルにし、それを彼の主観でアレンジして造形したのではないかと思っている。安藤は鹿児島二中の出身であるが、隆治さんも二中の出身だ。大体同じころに在学している見当でもある。隆治さんは西郷が奄美大島る流謫中にめとった島の娘アイカナの産んだ菊次郎の子で、西郷に最もよく似ているといわれている人である。（中略）ともあれ、安藤のつくった銅像は隆治さんによく似ている」

2008年（平成20年）12月30日の南日本新聞記事によると、西郷のモデルは、元・山形県議の男性であることが判明。安藤のアトリエで撮影された、銅像のひな型や肖像画などが写り込んだモノクロ写真が、男性の遺族宅で発見されたという。遺族は「（祖父の）目は隆治さんに似ていると思う」とも述べている。

### 忠犬ハチ公像
1932年に日本犬保存会の斎藤弘吉の寄稿から「忠犬ハチ公」が広く知られるようになったが、安藤は斉藤とかねてから知己であったことから是非ともハチ公の像を作りたいとの意を伝え、保存会からの依頼という形でハチ公像を作成した。当時ハチの飼い主となっていた小林菊三郎は代々木富ヶ谷に居住し、安藤のアトリエも初台にあったことから、小林がモデルとなるハチを連れて自宅から日参したという。
ハチ公像は1934年（昭和9年）4月21日に設置され、銅像の除幕式にはハチ自身（ハチは像完成の翌1935年3月に死亡）と300人もの著名人が参加した。この時完成した像は大東亜戦争の金属供出として1944年に撤去され、敗戦前日の1945年8月14日溶解されて機関車の部品の材料に充てられた。現在渋谷駅に立つ像は、原材料の銅不足のなか、銅像「大空に」を溶かして、息子・士の手によって1948年に完成したものである。